# Río Rosende
El río Rosende es un río del noroeste de la península ibérica que discurre por la provincia de La Coruña (España). Es un afluente del río Allones por el margen izquierdo.

## Curso
Nace a 119 m de altitud en la unión de los ríos Bardoso y Calvelo, bajo el puente de As Táboas, en la parroquia de Artes (Carballo). Tras pasar el Puente Lubiáns desemboca en el lugar de Montecelo (Coristanco).
Las cascadas de Rus y Entrecruces se encuentran en sus afluentes.